# Markus Elmer
Markus Elmer (* 21. Dezember 1952 in Oberkochen) ist ein ehemaliger deutscher Fußballspieler.

## Karriere
Elmer spielte in seiner Jugend beim TSV Westhausen aus Westhausen in der Nähe von Aalen. Im Alter von 19 Jahren wechselte er kurzzeitig in die A-Jugend des VfB Stuttgart, ehe er bei der Amateurmannschaft des Vereins landete. 1973 unterzeichnete er schließlich seinen ersten Profivertrag und feierte am 15. September 1973 sein Debüt in der Fußball-Bundesliga, als er im Spiel gegen den 1. FC Kaiserslautern eingewechselt wurde.
Bis 1980 blieb er dem VfB Stuttgart treu, auch als dieser 1975 bis 1977 nur zweitklassig spielte. Mit 11 Toren in der Saison 1976/77 hatte er auch einen gewissen Anteil am Wiederaufstieg des Vereins. 1980 wechselte er zum Ligakonkurrenten Bayer 04 Leverkusen. Dort spielte er noch drei Jahre, bis er 1982 seine Karriere beendete. Probleme mit der Achillessehne ließen keinen professionellen Fußball mehr zu. Ironischerweise war sein letztes Spiel das Duell gegen den VfB Stuttgart am 25. September 1982, das allerdings mit 0:3 verloren ging.
Anschließend wurde Elmer Trainer. In seiner württembergischen Heimat war er unter anderem bei der TSG Backnang 1919, dem FC Tailfingen oder dem Heidenheimer SB tätig.
Seit 2007 ist er Trainer bei dem SV Sinbronn und stieg in die Kreisklasse auf.